# The Works
The Works is het elfde studioalbum van de Britse rockband Queen, uitgebracht op 27 februari 1984.
Het vorige Queenalbum, Hot space, leidde tot veel teleurgestelde reacties van fans. Op dat album week de band namelijk af hun rockmuziek, en gingen ze vooral de funk en discokant op. "The Works" is een gevarieerder album waarop Queen gedeeltelijk weer terugkeert naar de rockmuziek, wat duidelijk te horen is op stevige rocknummers als "Hammer to Fall" en "Tear It Up". Ook de ballad "It's a Hard Life" heeft veel weg van de muziek die Queen in de jaren '70 maakte. Desondanks gaan de mannen van Queen op dit album ook met hun tijd mee. De nummers "Radio Ga Ga", "I Want to Break Free" en "Keep Passing the Open Windows" hebben namelijk invloeden uit de synthpop en new wavemuziek die op dat moment in Europa erg populair was.
In tegenstelling tot "Hot Space", konden Queen-fans "The Works" wel weer erg waarderen. Ook leidde het album ertoe dat het aantal Queen-fans wereldwijd weer toenam, en zorgde het ervoor dat Queen weer mee ging tellen in de muziekindustrie. "The Works" werd het bestverkopende Queen-album tot dan toe. De singles "Radio Ga Ga" en "I Want to Break Free" werden wereldhits die tot op de dag van vandaag veel populariteit genieten.
Om het album te promoten ging Queen op tournee. Tijdens de The Works Tour sloeg de band Nederland en België niet over. Op 24 augustus 1984 en 21 september traden ze op in Vorst Nationaal in Brussel, en op 20 september 1984 werden de Groenoordhallen in Leiden aangedaan.

## Tracklist
1. Radio Ga Ga- (Taylor) (4:10)
2. Tear It Up - (May) (3:46)
3. It's a Hard Life - (Mercury) (4:31)
4. Man On The Prowl - (Mercury) (4:29)
5. Machines (or 'Back To Humans') - (May en Taylor) (3:32)
6. I Want To Break Free - (Deacon) (3:18)
7. Keep Passing The Open Windows - (Mercury) (3:28)
8. Hammer To Fall - (May) (3:50)
9. Is This The World We Created...? - (May en Mercury) (4:26)

De Hammer To Fall is volgens de website van May een toespeling op de zeis van Magere Hein, maar het advies Keep Passing The Open Windows is dat ook.
Uit het boek The Hotel New Hampshire (1981) van John Irving en de gelijknamige film (1984) komt het citaat: "But our dreams escape us however vividly we imagine them. There's only one thing you can do, keep passing the open windows."

## Tracks

### Radio Ga Ga
Het album begint met "Radio Ga Ga", een new wavenummer geschreven door Roger Taylor nadat hij zijn 3-jarige zoon Felix steeds "radio ga ga" hoorde roepen. Het nummer gaat over de toename van de populariteit van de televisie, ten koste van die van de radio. In eerste instantie was het nummer bedoeld voor een soloalbum, en is het geschreven met een synthesizer en drumcomputer. Maar de overige bandleden zagen potentie in het nummer, John Deacon schreef een baslijn en Freddie Mercury polijstte het nummer verder. Bij de opnames was, naast de vier bandleden, ook toetsenist Fred Mandel aanwezig. Hij heeft de 'synthbas' geprogrammeerd, alsmede de Roland VP330+ vocoder.
Zie ook volledige artikel: Radio Ga Ga

### Tear It Up
Met "Tear It Up", geschreven door Brian May, gaat Queen terug naar het ruige hardrockgeluid van de tijd voor Hot Space. De gitaarriffs zijn geïnspireerd uit de intro van hun nummer Liar.

### It's a Hard Life
"It's a Hard Life", geschreven door Freddie Mercury, is volgens May en Taylor één van Mercury's favoriete nummers. Taylor was echter niet blij met de bijbehorende videoclip. De openingszin van het nummer is afgeleid van Vesti la guiba, een aria uit de opera Pagliacci van Ruggiero Leoncavallo.
Zie ook volledige artikel: It's a Hard Life

### Man on the Prowl
"Man on the Prowl" is geschreven door Mercury en geïnspireerd uit de rockabillymuziek. Het nummer had aanvankelijk de vijfde en laatste single van het album moeten worden. De bandleden hadden 19 november 1984 in gedachten als releasedatum. Uiteindelijk werd er echter van dit plan afgeweken, en besloot de band om het kerstnummer Thank God It's Christmas op single uit te brengen, met "Man on the Prowl" op de B-kant.

### Machines (Or 'Back to Humans')
Het synthpopnummer "Machines (Or 'Back to Humans')" was een idee van Taylor waaraan May heeft meegeschreven. Het nummer werd op 10 november 2023 alsnog uitgebracht als digital single.

### I Want to Break Free
"I Want to Break Free", waarin New wave en rock worden gecombineerd, werd geschreven door Deacon. Het nummer staat vooral bekend om de humoristisch bedoelde videoclip, waarin de bandleden verkleed zijn als vrouwen, als parodie op de Britse soapserie Coronation Street. Het idee voor de clip kwam van de vrouw van Roger Taylor. Deacon wilde geen gitaarsolo op het nummer, waardoor toetsenist Fred Mandel een synthesizersolo aan het nummer toevoegde. Bij live-uitvoeringen speelt May de solo echter wel op gitaar.
Zie ook volledige artikel: I Want to Break Free

### Keep Passing the Open Windows
"Keep Passing the Open Windows" is een nummer van Mercury, die het in de eerste instantie schreef voor de film The New Hotel Hampshire, waarin de titel van het nummer meerdere keren als uitdrukking gebruikt wordt. De producenten van de film vroegen Queen om muziek voor de film te schrijven, maar vonden later dat klassieke muziek de film toch beter stond. Mercury had "Keep Passing the Open Windows" al klaar, en besloot om het dan maar op "The Works" te zetten. Het nummer kent een vrolijk geluid waarin de piano vaak aanwezig is.

### Hammer to Fall
"Hammer to Fall" is May's andere hardrocknummer op het album, naast "Tear It Up". Ook dit nummer gaat terug naar het klassieke rockgeluid van Queen. De tekst "oh no" in de bridge kwam van Taylor. "Hammer to Fall" groeide uit tot een favoriet nummer tijdens concerten.
Zie ook volledige artikel: Hammer to Fall

### Is This the World We Created...?
"Is This the World We Created...?" is de afsluiter van het album. Het nummer is een rustige ballad die werd geschreven door Mercury en May, nadat de twee in München een nieuwsuitzending zagen over armoede in Afrika. Mercury schreef het grootste gedeelte van de tekst, terwijl May de muziek schreef en ook een kleine bijdrage leverde aan de tekst.
Zie ook volledige artikel: Is This the World We Created...?

## Voetnoten
1. ↑  Brianmay.com: Brian's Soapbox(april 2004)